# Thomas Südhof
Thomas Christian Südhof, född 22 december 1955 i Göttingen, är en tysk-amerikansk biokemist, känd bland annat för sina studier av hur neuroner i hjärnan kommunicerar.
Südhof studerade vid Georg-August-universitetet i Göttingen där han avlade läkarexamen 1982 och doktorerade i neurokemi samma år. Följande år flyttade han till University of Texas Southwestern Medical Center i Dallas som postdoktorforskare hos Michael S. Brown och Joseph L. Goldstein (som delade 1985 års Nobelpris). Südhof är sedan 1991 verksam vid Howard Hughes Medical Institute och flyttade 2008 till Stanford University som professor i cell- och molekylärfysiologi.
Tillsammans med Randy Schekman och James Rothman tilldelades Südhof Nobelpriset i fysiologi eller medicin 2013 för "deras upptäckter rörande maskineriet som reglerar vesikeltrafik, ett viktigt transportsystem i våra celler".